# Бехбуд, Баба
Баба Бехбуд (азерб. Baba Mustafa oğlu Behbudov; 1897, Шуша, Шушинский уезд, Елизаветопольская губерния, Российская империя — 10 июля 1970, Стамбул, Турция) — офицер армии Азербайджанской Демократической Республики, полковник Вооружённых сил Турции, участник Войны за независимость Турции, член азербайджанской эмиграции.

## Биография
Баба Бехбуд родился в 1897 году в Шуше. Своё имя он берёт от предка — Бехбудали-бека Сарыджалы Джаваншира, брата Панах-Али хана, основателя Карабахского ханства и командующего войсками ханства, происходит из знаменитого рода Бехбудовых. Его отцом был Мустафа-бек Бехбудов, который являлся одним из уважаемых личностей Карабаха, а мать — Мина ханым. У него была также сестра близнец — Афяр и старшая сестра Агджа. Служил в пехотных войсках Азербайджанской Демократической Республики. После оккупации Азербайджана вынужден был вместе с остальными солдатами отправиться в Иран, а оттуда эмигрировал в Турцию.

## Путь сражения

### Период АР
После окончания военного училища начал службу в Карабахском кавалерийском полку офицером. В качестве офицера с конца 1918 года служил в Шуше и прилегающих районах с целью нейтрализации армянских сепаратистов в Карабахе. Во время проверки, состоявшейся в январе 1919 года, кавалерийский полк, которым служил Баба-бек, получил личную благодарность от военного министра за службу.
21 марта 1920 г. армяно-дашнакские отряды внезапно атаковали позиции расположенного в Аскеране Джаванширского пехотного полка, захватили Аскеранский перевал и подняли мятеж. 26 марта 1920 года азербайджанская армия нанесла широкомасштабный удар по войскам Дрона в направлении Аскерана. В качестве офицера национальной армии Баба-бек Бехбудов участвовал в этих боях в составе кавалерийского полка. Ожесточенные бои, начавшиеся в Аскеране, закончились победой азербайджанской армии. Силы противника были полностью уничтожены в боях, продолжавшихся до середины апреля.
В Турции Баба Бехбуд участвует в Войне за независимость. За свои подвиги Мустафа Кемаль Ататюрк вручил ему орден «Независимость». В 1925-1927 годах участвовал в подавлении различных религиозных и этнических восстаний. В 1933 году Баба Бехбуд был удостоен звания капитана, в 1940 году майора, в 1944 году полковника-лейтенанта, а в 1948 году звания полковника и начал начал командовать кавалерийским полком в Анкаре. В 1955 году подал в отставку из-за старости. В эмиграции он занимал место у Мамед Эмин Расулзаде и участвовал с ним на собраниях. Баба Бехбуд скончался 10 июля 1970 года в Стамбуле и был похоронен на кладбище Ферикёй.
После оккупации республики в разных частях Азербайджана начались восстания против большевиков. Баба-бек принял участие в Карабахском восстании под предводительством Нуру-паши в ночь с 3 на 4 июня 1920 года в составе Карабахского кавалерийского полка. 6 июня повстанцы свергли советскую власть в Шуше и арестовали членов Шушинского ревкома. Полковник Зейналов назначен главнокомандующим национальными вооруженными силами в Карабахе. 10 июня 1920 года Красная Армия перешла в наступление против восставших во все стороны. Поскольку в этом наступлении Красная Армия имела численное превосходство и использовала в бою бронетехнику и боевую авиацию, повстанцы не смогли сразиться с ними и были вынуждены отступить. После подавления Карабахского мятежа Баба Бехбутов вместе с уцелевшими бойцами кавалерийского и стрелкового полков армии Азербайджанской Республики под командованием полковника Нух-бека Софиева отступили в направлении Гарягина и Джебраила, переправились реку Араз и вошли на территорию Ирана.

### В Турции
После разгрома восстания против советской оккупации часть оставшихся солдат Армии Азербайджанской Республики переправилась через Зангезур и направилась в Нахчыван, а часть из них ушла в Турцию со стороны Худафара в Иран. При подходе к границам Турции Нух бек Софиев, возглавлявший азербайджанские войска, передал командование Самед беку Рафибейли. Под предводительством Самед-бея они сначала достигли Восточного Баязи, а затем в июне-июле достигли Хасангала и Эрзурума. К другим дивизиям присоединялись также отряды в составе артиллерийских батарей и пехоты. Пробыв некоторое время в Эрзуруме, решением Великого Национального Собрания Турции 1200-тысячное азербайджанское соединение в составе одного кавалерийского, одного пехотного полка и артиллерийской батареи было принято в ряды Восточной армии (XV корпус). под командованием Казима Карабакыр-паши . Баба-бек Бехбуд был одним из 56 офицеров азербайджанской части численностью 1200 человек.
Баба-бек, командир дивизии Карабахского кавалерийского полка, некоторое время воевал в 12-й, а затем в 9-й дивизии. Служил командиром дивизии 15-го кавалерийского полка. С осени 1920 до начала 1921 года участвовал в Восточном движении. Участвовал в боях за отвоевание Сарыгамыша, Карса, Игдыра, Кагизмы, Гюмри.
Позже он участвовал в операции «Великое наступление», предпринятой для освобождения западного региона Турции от оккупации греков. 9 сентября 1922 года он одним из первых кавалеристов вошёл со своим отрядом в Измир. После Войны за независимость он остался в армии и продолжил военную службу. В 1923 году он был награжден медалью «Независимость» за заслуги в турецкой войне за независимость.
В 1925 г. участвовал в подавлении восстания шейха Саида, в 1926 г., в 1926 г., в 1927 г. в подавлении II Агрийского мятежа.
Получив в 1928 году турецкое гражданство, он поступил в Высшую военную академию в Стамбуле. В 1933 году ему было присвоено звание капитана, в 1940 году — майора, в 1944 году — подполковника, в 1948 году — полковника. Позже он был назначен командиром кавалерийского полка в Анкаре. В 1955 году по достижении пенсионного возраста был уволен в запас. После выхода на пенсию, принимая во внимание его языковые навыки и опыт, он начал работать в Организации национальной безопасности Турции.

## Деятельность в эмиграции
Во время своего пребывания в Турции он контактировал с азербайджанскими иммигрантами. Принимал активное участие в создании и деятельности Азербайджанской культурной ассоциации в Турции.
25 мая 1958 года в Стамбуле под председательством Юниса Хазарлы состоялся ежегодный съезд ассоциации. В результате выборов Баба-бек Бехбуд был избран в Наблюдательный совет ассоциации. В 1957 и 1958 годах в издаваемом азербайджанскими эмигрантами журнале «Азербайджан» были опубликованы статьи о гибели соратников генерала Джахангира Беркера и полковника Аслана Берка.

## Семья
Отцом Баба-бека был Мустафа-бек, а матерью - Мина-ханум, потомок Бехбудовых из Карабаха. У него была старшая сестра по имени Агка и сестра-близнец по имени Афер.
Баба-бек Бехбуд познакомился с Белкис Экинджи во время службы в Карсе. Позже они начали семейную жизнь в Стамбуле. Детей от этого брака не было. Младшая сестра Белкис Гюнай была удочерена.

## Смерть
Баба-бек Бехбуд скончался 10 июля 1970 года в Стамбуле. После того, как в мечети Шишли была совершена поминальная молитва, он был похоронен на кладбище Ферикёй с особой церемонией.